# 리펠알프역
리펠알프역(독일어: Riffelalp)은 스위스 발레주 체르마트 리조트와 고르너그라트 정상을 연결하는 랙 철도인 고르너그라트 철도의 기차역이다. 역은 평균 해발 2,211m의 고도에서 체르마트와 고르너그라트 서쪽에 위치해 있다.
역은 625m 길이의 리펠알프 트램으로 5성급 리펠알프 리조트와 연결되어 있다. 리펠알프역은 두 개의 별개의 철도가 만나는 유럽에서 가장 높은 위치에 있다.

## 갤러리

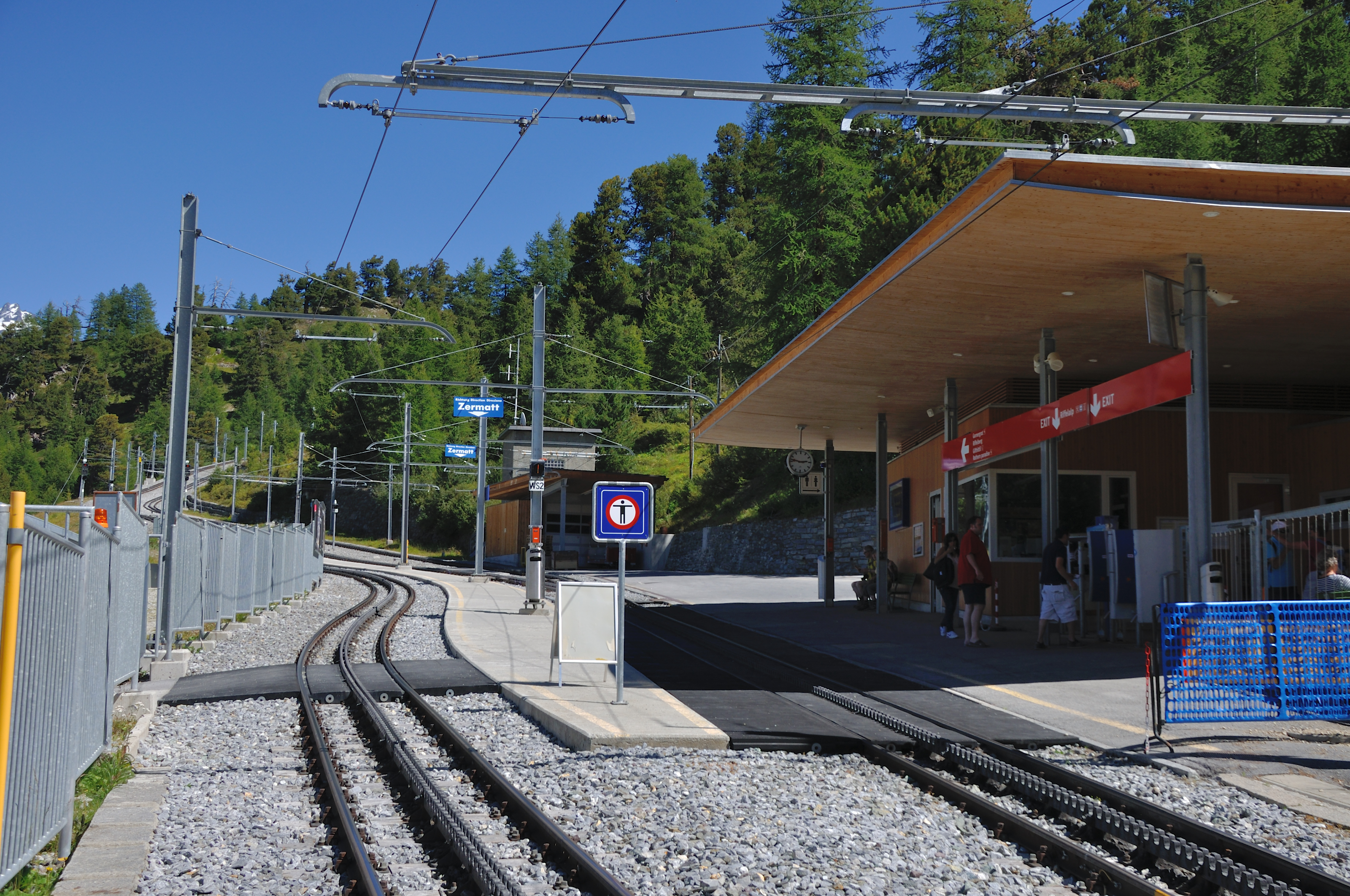
고르너그라트역이 올려다 보이는 역
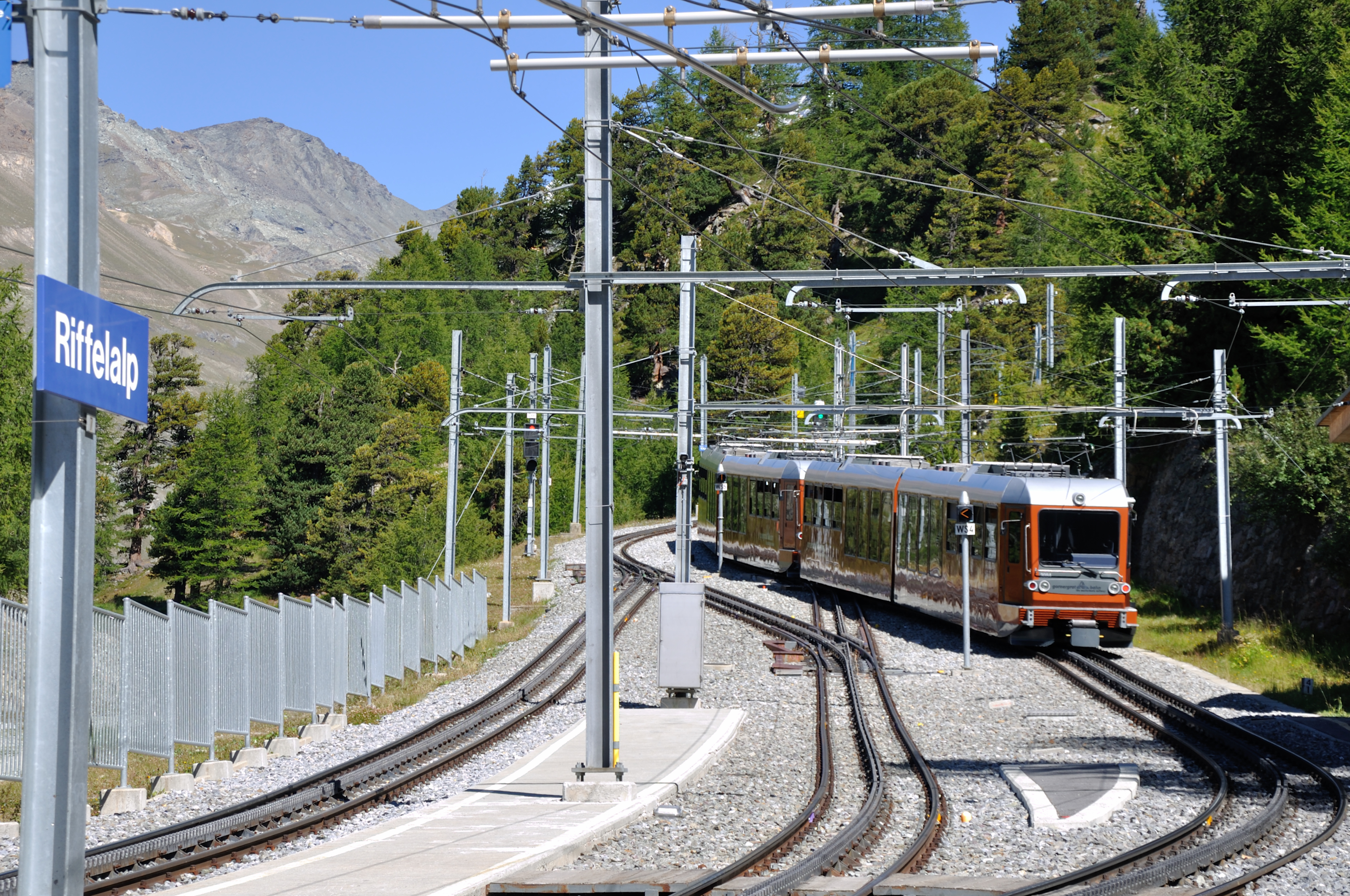
역을 떠나는 고르너그라트행 열차
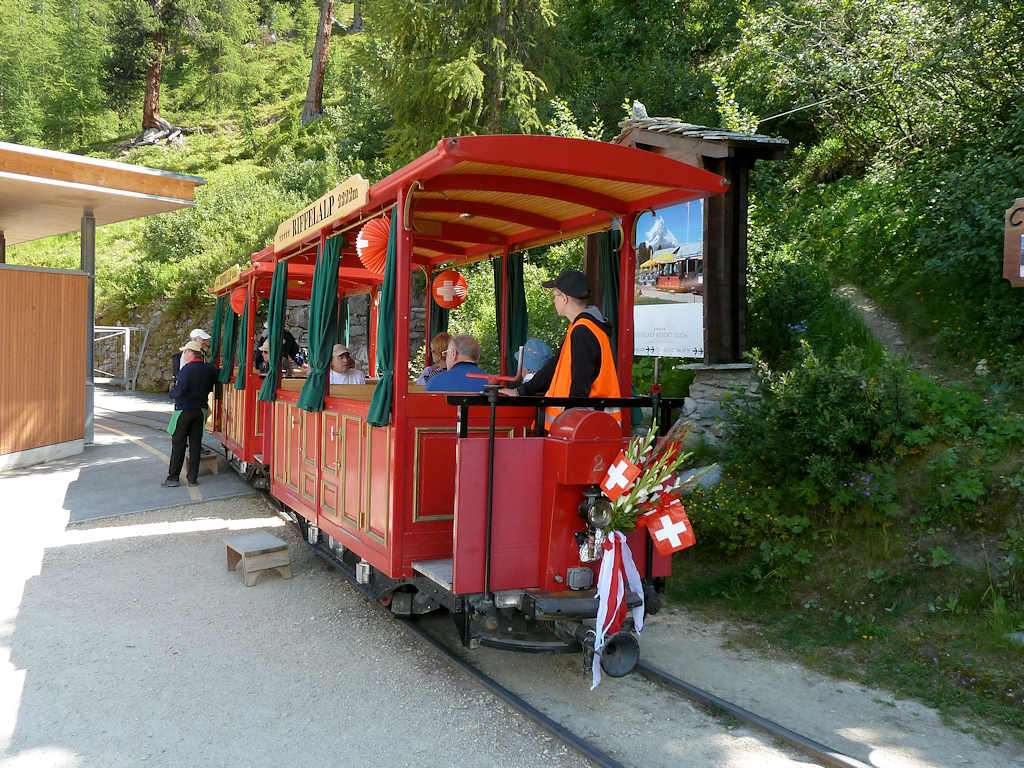
역의 리펠알프 트램